# アイスちょうだい
「アイスちょうだい」（あいすちょうだい）は、日本のガールズバンドアイドル ザ・コインロッカーズの楽曲。うじたまいが作詞、YU-JINが作曲した。 2021年7月30日に配信限定シングルとしてワーナーミュージック・ジャパンから発売された。

## 収録内容
1. アイスちょうだい
作詞：うじたまい
作曲・編曲：YU-JIN
2. secret base ～君がくれたもの～（ZONEカバー）
作詞・作曲：町田紀彦
編曲：木内健